# Солдато-Александровский сельсовет
Солдато-Александровский сельсовет — упразднённое сельское поселение в Советском районе Ставропольского края Российской Федерации.
Административный центр — село Солдато-Александровское.

## История
Статус и границы сельского поселения установлены Законом Ставропольского края от 4 октября 2004 год № 88-КЗ «О наделении муниципальных образований Ставропольского края статусом городского, сельского поселения, городского округа, муниципального района».
С 1 мая 2017 года, в соответствии с Законом Ставропольского края от 14 апреля 2017 № 37-кз, все муниципальные образования Советского муниципального района, включая Солдато-Александровский сельсовет, были преобразованы, путём их объединения, в Советский городской округ.

## Население
| 1989    | 2002    | 2010    | 2011    | 2012    | 2013    | 2014    | 2015    | 2016    |
| ------- | ------- | ------- | ------- | ------- | ------- | ------- | ------- | ------- |
| 12 662  | ↗13 939 | ↘11 736 | ↘11 711 | ↘11 587 | ↘11 496 | ↘11 360 | ↗11 368 | ↘11 260 |
| 2017    |         |         |         |         |         |         |         |         |
| ↘11 136 |         |         |         |         |         |         |         |         |

### Национальный состав
По итогам переписи населения 2010 года проживали следующие национальности (национальности менее 1 %, см. в сноске к строке "Другие"):
| Национальность | Численность | Процент |
| -------------- | ----------- | ------- |
| Русские        | 10 070      | 85,80   |
| Цыгане         | 398         | 3,39    |
| Армяне         | 351         | 2,99    |
| Турки          | 224         | 1,91    |
| Даргинцы       | 118         | 1,01    |
| Другие         | 575         | 4,90    |
| Итого          | 11 736      | 100,00  |

## Состав сельского поселения
| № | Населённый пункт        | Тип населённого пункта       | Население |
| - | ----------------------- | ---------------------------- | --------- |
| 1 | Андреевский             | хутор                        | ↗1000     |
| 2 | Железнодорожный         | посёлок                      | ↗500      |
| 3 | Колесников              | хутор                        | ↗200      |
| 4 | Колтуновский            | посёлок                      | ↘42       |
| 5 | Михайловка              | посёлок                      | ↗600      |
| 6 | Петровский              | хутор                        | ↘100      |
| 7 | Солдато-Александровское | село, административный центр | ↘8721     |